# Tramway de Trieste
Le tramway de Trieste est la ligne de tramway qui relie le quartier d'Opicina au centre-ville (voir photo ci-contre) de Trieste (Italie). La ligne est de type hybride : une partie du trajet se fait sous la forme d'un funiculaire.

## Histoire
Depuis son ouverture, le 10 septembre 1902, jusqu'en 1928, des locomotives électriques auxiliaires à crémaillère assuraient la propulsion des voitures dans la section à forte pente à la montée, puis les retenaient à la descente.
Puis, à partir du 27 avril 1928, le système à crémaillère a cédé la place à des chariots pousseurs actionnés par des câbles de type funiculaire guidés dans les virages par un grand nombre de poulies.

### Projets

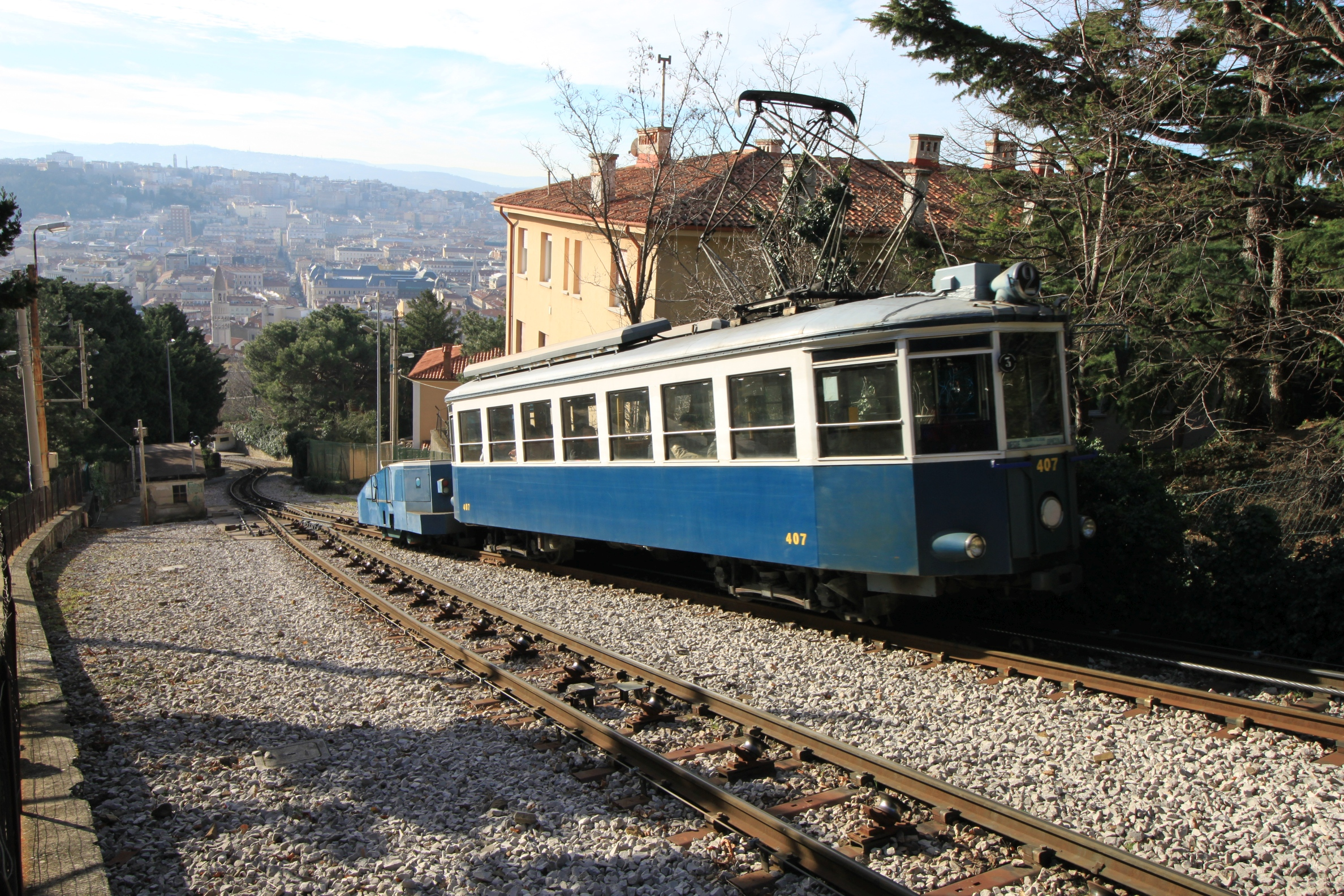
Tram poussé par un chariot à funiculaire, dans la section à forte pente.

Le tramway a été fermé pour rénovation en septembre 2012. La réouverture a eu lieu en juillet 2014.
À la suite d'un accident frontal en août 2016, le tramway a été à nouveau fermé et un bus l'a remplacé.
La réouverture a eu lieu le samedi 1er février 2025, mais le terminus provisoire est situé sur la Piazza Dalmazia (le tramway ne parcourt pas actuellement les 100 derniers mètres du tronçon qui atteint la Piazza Oberdan, qui doivent encore être réparés).